# Triodontophorus serratus
Triodontophorus serratus är en rundmaskart som beskrevs av Looss 1902. Triodontophorus serratus ingår i släktet Triodontophorus och familjen Strongylidae. Inga underarter finns listade i Catalogue of Life.